# آدووکاتوفکا
آدووکاتوفکا (انگلیسی: Advokatovka) یک شهرک در شهرستان کارماسکالینسکی استان باشقیرستان کشور روسیه است.